# Şekerpare Hatun
Şehsuvar Şekerpare Hatun (turco ottomano: شکر پارہ خاتون , lett. "eroina intrepida" e "zolletta di zucchero"; ... – Chios o Egitto, 1649) è stata una nobildonna ottomana, dama di corte del sultano ottomano Ibrahim I.

## Biografia
Şekerpare Hatun, inizialmente chiamata Şehsuvar Usta, iniziò la sua carriera nell'harem intorno al 1640, con la salita al trono di Ibrahim I. Entrata nelle sue grazie, venne nominata prima Hazinedar Usta (tesoriera) e poi promossa Kethüde Hatun (governante). Prima di ciò, era una serva di alto rango a servizio di Kösem Sultan, madre di Ibrahim I.
Acquisì molto potere nell'harem e un'enorme ricchezza: è registrato che possedeva ben sedici casse di gioielli, e che era fra le favorite che ricevevano le entrate dell'Egitto, malgrado non fosse una Haseki Sultan.
Aveva anche grande influenza sul sultano: nel 1644, insieme ad altri favoriti, fece pressione su Ibrahim per far deporre e giustiziare il Gran Visir Kemankeş Kara Mustafa Pascià, e farlo sostituire con il loro alleato Semiz Mehmed Pascià, discendente di Solimano il Magnifico.
La ricchezza di Şekerpare venne infine scoperta essere frutto di corruzione, ricatto e altri mezzi illeciti. Questo, unito all'influenza su Ibrahim, attirò su Şekerpare l'ostilità di Kösem Sultan, madre (Valide Sultan) di Ibrahim e vera, potentissima reggente, sebbene non ufficiale, dell'Impero ottomano.
Kösem riuscì a trovare le prove per accusare Şekerpare e ne decretò l'espropriazione dei beni e l'esilio, secondo le fonti, sull'isola di Chios o in Egitto nel maggio 1648, dove morì nel 1649.

## Famiglia
Nel 1647 Şekerpare fu liberata e data in sposa a Kara Musa Pascià, del quale favorì la carriera: venne nominato prima Ağa dei giannizzeri, poi visir e ministro delle finanze e infine Gran Visir.
La coppia ricevette in dono una lussuosa abitazione nella capitale, e Şekerpare non tardò a legare con le donne dell'élite: in particolare, fece amicizia con Ebezade Hamide Hatun, moglie di Hasan Pascià, governatore di Aleppo.

## Beneficenza
Şekerpare costruì una fontana a Costantinopoli all'inizio del 1648. Commissionò anche la costruzione di un suo mausoleo (türbe) nel cimitero Eyüp, che però rimase inutilizzato a causa del suo esilio.